# إدريسا سونكو
إدريسا سونكو (بالإنجليزية: Edrissa Sonko)‏ (مواليد 23 مارس 1980 في إيساو) لاعب كرة قدم غامبي دولي يجيد اللعب في خط الوسط .
لعب في الإمارات لأندية رأس الخيمة ومسافي و التعاون .

## روابط خارجية
- إدريسا سونكو على موقع الاتحاد الدولي (مؤرشف)  (الإنجليزية)
- إدريسا سونكو على موقع قاعدة بيانات كرة القدم.إي يو (الإنجليزية)
- إدريسا سونكو على موقع ناشيونال فوتبول تيمز (الإنجليزية)
- إدريسا سونكو على موقع Soccerbase.com (لاعب) (الإنجليزية)
- إدريسا سونكو على موقع Soccerway.com (الإنجليزية)
- إدريسا سونكو على موقع عالم كرة القدم.نت (الإنجليزية)